# Autopista AP-61
Die Autopista AP-61 oder Conexion Segovia ist eine Autobahn in Spanien. Die Autobahn beginnt in El Espinar und endet in Segovia.

## Größere Städte an der Autobahn
- El Espinar
- Segovia